# Ламбсдорф, Отто
Отто Фридрих Вильгельм фрайхерр фон дер Венге граф фон Ламбсдорф (нем. Otto Friedrich Wilhelm Freiherr von der Wenge Graf von Lambsdorff), более известный просто как Отто Граф Ламбсдорф (нем. Otto Graf Lambsdorff) (20 декабря 1926, Ахен — 5 декабря 2009, Бонн) — немецкий политический деятель, бывший председатель Свободной демократической партии Германии (1988—1993), министр экономики Германии (1977—1982), (1982—1984).

## Биография
В 1941—1944 годах обучался в рыцарской академии в Бранденбурге. Во время Второй мировой войны служил в вермахте с весны 1944 года в качестве кандидата в офицеры и был тяжело ранен незадолго до конца войны в Тюрингии. Вследствие ранения ему была ампутирована левая голень, поэтому позже он пользовался тростью.
После войны получил высшее образование в области юридических и общественно-политических наук в Бонне и Кёльне. В 1950 году сдал первый государственный экзамен на юриста. В 1952 года получил степень кандидата наук. В 1955 году он сдал второй государственный экзамен.

## Работа в сфере бизнеса
В 1955—1971 годах работал в банковской сфере, став в конце концов главным уполномоченным Дюссельдорфского частного банка Trinkaus.
С 1960 — также был допущен к адвокатской деятельности.
В 1971—1977 гг. — член правления Victoria-Rückversicherung AG.
В 1978 г. входил в Дюссельдорфское товарищество адвоката Гольца.
В 1988—2008 гг. — председатель наблюдательного совета Iveco Magirus AG. Также занимал должность в консультативном совете GML (группа Менатеп), владельцем контрольного пакета акций которого был Михаил Ходорковский.

## Партийная политическая карьера
С 1951 г. — член СвДП. С 1972 г. — член правления СвДП, с 1982 — президиума СвДП.
В 1968—1978 гг. — казначей в правлении СвДП земли Северный Рейн-Вестфалия.
В 1988—1993 гг. — федеральный председатель СвДП, с 1993 г. — почетный председатель СвДП.
В 1991—1994 гг. — президент Либерального интернационала.
в 1992—2001 гг. — почетный председатель Европейского подразделения Трёхсторонней комиссии.
В 1995—2006 гг. — председатель правления Фонда Фридриха Науманна.

## Деятельность в органах власти
В 1972—1998 гг. — депутат бундестага. В 1972—1977 гг. и в 1984—1997 гг. — уполномоченный фракции СвДП по экономико-политическим вопросам.
В 1977—1982 гг. — министр экономики в правительстве Гельмута Шмидта. Сторонник проведения неолиберального курса, расширяющего возможности предпринимательской инициативы и рыночных механизмов в экономике, боролся за снижение государственного долга.
В сентябре 1982 г. вместе с другими представителями СвДП вышел из состава коалиционного кабинета во главе с СДПГ.
В 1982—1984 гг. — министр экономики в правительстве Гельмута Коля.
В июне 1984 г. ушёл в отставку из-за так называемой аферы Флика в связи с незаконными выплатами, проводившимися концерном «Флик» политикам в ФРГ.
16 февраля 1987 г. Отто Ламбсдорф был приговорен по обвинению в уклонении от уплаты налогов к денежному штрафу в размере 180 000 марок.